# Frederike von Stechow
Frederike von Stechow (* 16. November 1967 in Detmold; † 16. Juli 2009 in Graz) war eine deutsche Schauspielerin.

## Leben
Frederike von Stechow studierte am Max-Reinhardt-Seminar in Wien. Nach Abschluss ihres Studiums 1992 spielte sie an zahlreichen Theatern. 
Ab 2000 war sie als festes Ensemblemitglied am Schauspielhaus Graz engagiert. Sie übernahm dort klassische Rollen ihres Fachs. Sie spielte u. a. in Bluthochzeit von Federico García Lorca, in Platonov von Anton Čechov, in Das weite Land von Arthur Schnitzler und zuletzt Anfang 2009 die Goneril an der Seite von Udo Samel in König Lear von William Shakespeare unter der Regie von Peter Konwitschny. Außerdem trat sie in dem Stück Der reizende Reigen nach dem Reigen des reizenden Herrn Arthur Schnitzler von Werner Schwab und in der Rolle der Marlene Dietrich in dem Stück Piaf auf.  
Frederike von Stechow spielte als Gast bei den Salzburger Festspielen, am Berliner Ensemble und am Salzburger Landestheater.
Zusammen mit der Regisseurin Sabine Derflinger drehte sie kurz vor ihrem Tod noch den Film Eine von acht über ihre eigene Brustkrebserkrankung, in dem sie ihren Weg und ihr Leben mit der Krankheit schilderte. Sie hinterließ außerdem auf der Projektseite von Christoph Schlingensief Geschockte Patienten – Wege zur Autonomie einen Kommentar zu ihrer Erkrankung.
Der Standard schrieb in seinem Nachruf: „Frederike von Stechow berührte stets mit kleinen Gesten und einem immer unfreiwillig wirkenden Humor, dem oft etwas leicht Verzweifeltes anhaftete.“

## Filmografie
- 2009: Eine von acht